# Raspberry Pi OS
Raspberry Pi OS（ラズベリー パイ オーエス）は、Raspberry Pi財団が公式にサポートしている、Raspberry Piの標準オペレーティングシステム（OS）である。

## 概説
現在Raspberry Pi上で動かすことができるOSは多数あるが、Raspberry Pi OSはRaspberry Pi財団が公式にサポートしているOSであり、Raspberry Pi用の最も標準的なOSである。現在もメンテナンスが続けられている、現行のOSである。
2013年以来、Raspberry Pi財団によってRaspberry Pi用の主要なOSとして提供されてきた
。
Debianがベースになっている。当OSのバージョンの区別の方法については、Debianにはバージョン番号が存在するがRaspberry Pi OSにはバージョン番号が存在しないので、リリース日とカーネルバージョンで識別する。
Pythonがあらかじめ標準でインストールされている。

### 付属ソフト
Chromium、VNC、GIMP、nginx、Blender、Tesseract OCR、Sonic Pi、Scratchなどを同梱している。これ以外のソフトも、Debianに対応したソフトなら、インターネットにつないだ状態でターミナル画面で「apt install」とコマンドを打ち込むだけで、簡単にインストールできる。
2019年6月20日には、「Raspberry Pi OS with desktop and recommended software」、「Raspberry Pi OS with desktop」と「Raspberry Pi OS Lite」が提供された（次の節で解説）。

## さまざまなバージョン

### Raspberry Pi OS with desktop and recommended software
Raspberry Pi財団が推奨するソフトウェア一式が入ったバージョンが提供されることになった。

### Raspberry Pi OS with desktop
GUIのX Window Systemをはじめ、ブラウザやワープロ、表計算、プレゼンテーションなど事務用の必要最小限のソフトウェア（オフィススイート）も同梱している。OSパッケージは4GB以上になり、8GB以上のSDが必要である。

### Raspberry Pi OS Lite
軽量版つまり少ないメモリの量でインストールできる版。そのかわりGUIは使えず、コマンドラインで利用する。つまりGUIのX-Windowも最初から無いRaspberry Pi OSであり、概説で説明した「同梱ソフト」類も入っていない。コマンドには、Linux Standard Baseで参照しているコマンド、Debian固有のコマンド（apt-get）、Raspberry Pi OS固有のコマンド（raspi-config）などがある。これらのコマンドはDesktopでも利用できる。

### Raspberry Pi OS Desktop
PCとMac向け

## 歴史
Raspberry Pi OSはマイク・トンプソンやピーター・グリーンによって、Debianを非公式に移植する形で、最初のバージョン「Raspbian」が開発された 。最初のビルドの公開は2012年7月15日に行われた。特徴やDebianからの改良点は、Raspberry Piに搭載されているARM CPUの浮動小数点演算命令を高速で実行させる「hard-float」の機能を足したこと、および他にもこのCPUの高機能命令群を活用することによってパフォーマンスを向上させていることである。
2020年5月に正式名称が「Raspbian」からRaspberry Pi OSへ変更された。PCとMac向けのRaspbianの名称についても「Raspberry Pi Desktop」へと変更された。

## 導入方法
複数の方法がある。
- SDをフォーマットし、直接Raspberry Pi OSのDesktop/Liteを書き込む。
- Raspberry Pi公式で開発された「Raspberry Pi Imager」で書き込む。
- Raspberry Pi OSインストール済microSDメモリーカード（以下、SD）を購入する。
- NOOBSをSDにコピー[注釈 2]。Raspberry Pi OS本体が含まれている。
- NOOBS Lite[13]をSDにコピー。Raspberry Piで起動し、インターネット経由でRaspberry Pi OSのDesktop/Liteを導入する。

## 関連する配布版
- Bodhi Linux#R_Pi Bodhi Linux
- Puppy Linux - RaspupはRaspberry Pi OSと互換性あり。